# Wajanja
Wajanja (eigene Schreibweise: WAJANJA, LC 28576) ist ein Label, unter dem das Niederselterser Unternehmen Kijana | Medien für junge Menschen seit dem Jahr 2008 Märchen, Hörspiele und Musik-CDs für Kinder und Jugendliche produziert und veröffentlicht. Wajanja ist Teil des Verlages Kijana. Das Label wurde von Marco Breitenstein gegründet.

## Geschichte
Das Label Wajanja (LC28576) wurde im Jahr 2008 ursprünglich zum Eigenbedarf gegründet und bei der Gesellschaft zur Verwertung von Leistungsschutzrechten registriert. Im hauseigenen Studio wurden zu dieser Zeit auch Fremdkünstler produziert wie z. B. Daniel Küblböcks Album Schrebergarten. Im Dezember 2010 wurde dem Label Wajanja der Verlag Kijana | Medien für junge Menschen übergeordnet, im Jahr 2011 wurden weitere Labels aus verschiedenen Genres eingegliedert. Zu den Künstlern, die Werke bei Wajanja veröffentlicht haben, zählt der deutsche Kinderliedermacher und Autor Eddi Edler.

## Produktionen
| Titel                                        | Genre                         | Jahr |
| -------------------------------------------- | ----------------------------- | ---- |
| Kinder haben Träume                          | Musik-CD                      | 2012 |
| Regenbogenlieder                             | Musik-CD                      | 2012 |
| Oh wei, oh wei, oh Weihnachtsbaum            | Hörspiel (Woffelpantoffel)    | 2012 |
| Traditionelle Weihnachtslieder zum Mitsingen | Musik-CD                      | 2012 |
| Rumpelkeks & Rumpelpumpel                    | Hörspiel (Eddi Edler)         | 2012 |
| Mein Bärenherz                               | Musik-CD (Eddi Edler)         | 2013 |
| Die Kröte mit der Flöte                      | Musik-CD (Kati Breuer)        | 2013 |
| Die Welt ist bunt                            | Musik-CD (Alex Schmeisser)    | 2013 |
| Niki, die kleine Sumpfschildkröte            | Hörspiel (Eddi Edler)         | 2013 |
| Käpt´n Cool´s Piraten-Party                  | Hörspiel (Jojo’s)             | 2013 |
| Kinderträume                                 | Musik-CD (Jojo’s)             | 2013 |
| Waldmusikanten                               | Hörspiel-CD (Woffelpantoffel) | 2013 |
| Werd fit, mach mit                           | Musik-CD (Jojo’s)             | 2013 |